# Rugby Europe Championship U20 2018
El Rugby Europe U20 Championship del 2018 fue la segunda edición del torneo y se celebró en los estadios portugueses de Estádio Municipal de Aveiro y en el Estádio Universitário de Coimbra.
Ya que la selección de Alemania abandonó el torneo, se conformó un combinado con jugadores de clubes mayoritariamente ubicados en Coímbra para ocupar ese lugar, y de esa forma no se modificó el fixture de 8 equipos. Dicha selección regional, no participó del clasificatorio europeo para un cupo en el Trofeo Mundial de Rugby Juvenil 2018. El equipo local obtuvo el torneo y el derecho a disputar el "Mundial Juvenil B" como se lo suele llamar.

## Equipos participantes
- Selección juvenil de rugby de España
- Selección juvenil de rugby de los Países Bajos
- Selección juvenil de rugby de Polonia
- Selección juvenil de rugby de Portugal
- Selección Regional Centro Norte
- Selección juvenil de rugby de Rumania
- Selección juvenil de rugby de Rusia
- Selección juvenil de rugby de Ucrania

## Eliminatoria
|  | Cuartos de final | Cuartos de final |          |       | Semifinales            | Semifinales            |  |  | Final | Final |
|  |                  |                  |          |       |                        |                        |  |  |       |       |
|  |                  |                  |          |       |                        |                        |  |  |       |       |
|  |                  |                  |          |       |                        |                        |  |  |       |       |
|  | Portugal         | 44               |          |       |                        |                        |  |  |       |       |
|  | Portugal         | 44               |          |       |                        |                        |  |  |       |       |
|  | Centro Norte     | 0                |          |       |                        |                        |  |  |       |       |
|  | Centro Norte     | 0                | Portugal | 22    |                        |                        |  |  |       |       |
|  |                  |                  | Portugal | 22    |                        |                        |  |  |       |       |
|  |                  | Países Bajos     | 7        |       |                        |                        |  |  |       |       |
|  | Rumania          | Países Bajos     | 7        | 38    |                        |                        |  |  |       |       |
|  | Rumania          |                  |          | 38    |                        |                        |  |  |       |       |
|  | Países Bajos     | 40               |          |       |                        |                        |  |  |       |       |
|  | Países Bajos     | 40               | Portugal | 25    |                        |                        |  |  |       |       |
|  |                  |                  | Portugal | 25    |                        |                        |  |  |       |       |
|  |                  | España           | 3        |       |                        |                        |  |  |       |       |
|  | España           | España           | 3        | 81    |                        |                        |  |  |       |       |
|  | España           |                  |          | 81    |                        |                        |  |  |       |       |
|  | Ucrania          | 0                |          |       |                        |                        |  |  |       |       |
|  | Ucrania          | 0                | España   | 30    | Tercer y cuarto puesto | Tercer y cuarto puesto |  |  |       |       |
|  |                  |                  | España   | 30    | Tercer y cuarto puesto | Tercer y cuarto puesto |  |  |       |       |
|  |                  | Rusia            | 0        |       |                        |                        |  |  |       |       |
|  | Rusia            | Rusia            | 0        | 71    | Países Bajos           | 7                      |  |  |       |       |
|  | Rusia            |                  |          | 71    | Países Bajos           | 7                      |  |  |       |       |
|  | Polonia          | 5                |          | Rusia | 38                     |                        |  |  |       |       |
|  | Polonia          | 5                |          |       | 38                     |                        |  |  |       |       |
|  |                  |                  |          |       |                        |                        |  |  |       |       |
|  |                  |                  |          |       |                        |                        |  |  |       |       |

## Clasificación del 5º al 8º puesto
|  | Eliminatoria del 5º al 8º | Eliminatoria del 5º al 8º |    |              | Partido por el 5º lugar | Partido por el 5º lugar |  |
|  |                           |                           |    |              |                         |                         |  |
|  | 11 de abril               |                           |    |              |                         |                         |  |
|  | Centro Norte              | 11                        |    |              |                         |                         |  |
|  | Rumania                   | 41                        |    |              |                         |                         |  |
|  |                           |                           |    |              |                         |                         |  |
|  |                           |                           |    |              | 14 de abril             |                         |  |
|  |                           |                           |    |              | Rumania                 | 76                      |  |
|  |                           | Ucrania                   | 13 |              |                         |                         |  |
|  |                           |                           |    |              |                         |                         |  |
|  |                           |                           |    |              |                         |                         |  |
|  |                           |                           |    |              | Partido por el 7º lugar |                         |  |
|  | 11 de abril               | 11 de abril               |    | 14 de abril  | 14 de abril             |                         |  |
|  | Ucrania                   | 42                        |    | Centro Norte | 19                      |                         |  |
|  | Polonia                   | 15                        |    |              | Polonia                 | 29                      |  |

## Partidos

### Cuartos de finales[3]
| 8 de abril 12:00 | Rumania | 38 - 40 | Países Bajos |                                                     |                                                     |
|                  |         | Reporte |              | Asistencia: 200 espectadores Árbitro(s): N. Chivers | Asistencia: 200 espectadores Árbitro(s): N. Chivers |

| 8 de abril 14:00 | Rusia | 71 - 5  | Polonia |                         |                         |
|                  |       | Reporte |         | Árbitro(s): V. Praderie | Árbitro(s): V. Praderie |

| 8 de abril 16:00 | España | 81 - 0  | Ucrania |                         |                         |
|                  |        | Reporte |         | Árbitro(s): V. Schipani | Árbitro(s): V. Schipani |

| 8 de abril 18:00 | Portugal | 44 - 0  | Centro Norte |                       |                       |
|                  |          | Reporte |              | Árbitro(s): P. Duarte | Árbitro(s): P. Duarte |

### Semifinales

#### Semifinales por 5º puesto
| 11 de abril | Ucrania | 42 - 15 | Polonia |                                                    |                                                    |
|             |         | Reporte |         | Asistencia: 50 espectadores Árbitro(s): N. Chivers | Asistencia: 50 espectadores Árbitro(s): N. Chivers |

| 11 de abril | Centro Norte | 11 - 41 | Rumania |                                                      |                                                      |
|             |              | Reporte |         | Asistencia: 300 espectadores Árbitro(s): V. Schipani | Asistencia: 300 espectadores Árbitro(s): V. Schipani |

#### Semifinales por el título
| 11 de abril | España | 30 - 0  | Rusia |                       |                       |
|             |        | Reporte |       | Árbitro(s): P. Duarte | Árbitro(s): P. Duarte |

| 11 de abril | Portugal | 22 - 7  | Países Bajos |                                                      |                                                      |
|             |          | Reporte |              | Asistencia: 400 espectadores Árbitro(s): V. Praderie | Asistencia: 400 espectadores Árbitro(s): V. Praderie |

### Finales

#### 7º puesto
| 14 de abril 12:00 | Centro Norte | 19 - 29 | Polonia |                                                     |                                                     |
|                   |              | Reporte |         | Asistencia: 60 espectadores Árbitro(s): V. Schipani | Asistencia: 60 espectadores Árbitro(s): V. Schipani |

#### 5º puesto
| 14 de abril | Rumania | 76 - 13 | Ucrania |                         |                         |
|             |         | Reporte |         | Árbitro(s): V. Praderie | Árbitro(s): V. Praderie |

#### 3º puesto
| 14 de abril | Países Bajos | 7 - 38 | Rusia |  |  |

#### 1º puesto
| 14 de abril | Portugal | 25 - 3 | España |  |  |

| Bandera de Portugal |
| Campeón Portugal    |
| Segundo título      |